# José García Ruminot
José Gilberto García Ruminot (Temuco, 22 de mayo de 1955) es un político, contador público y auditor chileno, perteneciente al partido Renovación Nacional (RN). Actualmente, es senador por la 15.ª Circunscripción Sur, Región de La Araucanía, desde 2002 a la fecha por dos periodos consecutivos.  Previamente, fue diputado por el Distrito N.° 50, Región de La Araucanía, por tres periodos consecutivos, entre 1990 y 2002, y alcalde de los municipios de Toltén, Lautaro y Temuco.

## Biografía
Nació el 22 de mayo de 1955, en Temuco. Es hijo de Ondina Ruminot Leiva, trabajadora comercial. Está casado con Dora Escobar y es padre de dos hijas, Loreto y Consuelo.
Cursó sus estudios básicos en el Instituto Claret de Temuco. Continuó los secundarios en el Instituto Superior de Comercio, donde se recibió de contador general, y en la Universidad de La Frontera en Temuco, donde se tituló de contador público y auditor. Posteriormente, realizó un posgrado en Evaluación Socioeconómica de Proyectos Sociales en la Universidad Católica de Chile y un diplomado en Gestión Tributaria en la Universidad de La Frontera en Temuco.
Ejerció como profesor de Contabilidad en el Instituto Superior de Comercio, entre 1975 y 1980. Ese último año, ingresó como docente a la Universidad de La Frontera, función que cumplió hasta 1989.
El 19 de mayo de 2020 se confirmó que había dado positivo en un examen por COVID-19 durante la pandemia por la enfermedad de coronavirus.

## Trayectoria política y pública
Se inició en política en 1970 como dirigente estudiantil secundario y miembro de la Juventud del Partido Nacional (PN). Luego, fue dirigente universitario, hasta 1979.
Durante la dictadura militar asumió diversos cargos públicos: Entre el 20 de junio de 1980 al 1 de enero de 1982 fue designado alcalde de Toltén. Posteriormente fue funcionario titular del Servicio de Gobierno Interior, desde enero a agosto de 1982, como Jefe del Departamento Social de la Intendencia Regional de la IX Región de la Araucanía. El 7 de septiembre de 1982, es nombrado Secretario Regional Ministerial de Gobierno (Seremi de Gobierno), siguiendo simultáneamente con su cargo administrativo en la Intendencia. Entre 1984 y el 23 de junio de 1986, fue designado alcalde de Lautaro, y luego, entre el 23 de junio de 1986 y el 10 de agosto de 1989, fue alcalde de Temuco.
En mayo de 1989, ingresó al Partido Renovación Nacional (RN). Representado a ese partido, ese mismo año fue elegido diputado por el Distrito N.° 50, correspondiente a la comuna de Temuco (período legislativo 1990 a 1994). Integró las comisiones permanentes de Gobierno Interior, Regionalización, Planificación y Desarrollo Social, y de Hacienda. Participó en las comisiones especiales de Presupuesto de la Nación, y de Pueblos Indígenas.
En diciembre de 1993, fue reelecto diputado por el mismo Distrito (período legislativo 1994 a 1998). Continuó su labor en la Comisión Permanente de Hacienda y fue diputado reemplazante en la Comisión Permanente de Agricultura, Silvicultura y Pesca.
En diciembre de 1997, obtuvo su tercera reelección por el mismo Distrito (período legislativo 1998 a 2002). Mantuvo su trabajo en la Comisión Permanente de Hacienda. Fue jefe de bancada de su partido. Formó parte de los Grupos Interparlamentarios Binacionales chileno - alemán y chileno-británico. Paralelamente, fue jefe de bancada de los diputados RN.
Para las elecciones de 2001, fue elegido senador por la Decimoquinta Circunscripción Senatorial, correspondiente a la Región de la Araucanía Sur (período legislativo 2002 a 2010). Integró las comisiones permanentes de Economía, Fomento y Desarrollo, que presidió, de Hacienda, Revisora de Cuentas, y la de Transporte y Telecomunicaciones, que presidió. Participó en la Comisión Especial Mixta de Presupuestos.
En 2009 fue nombrado presidente del Foro Parlamentario Interamericano, organismo que reúne a parlamentarios integrantes de las comisiones de Hacienda y Presupuesto de sus respectivos países y que cuenta con el apoyo técnico del Banco Interamericano de Desarrollo.
En las elecciones parlamentarias de diciembre de 2009, fue reelecto senador por la misma Circunscripción (periodo 2010-2018). Fue integrante de la Comisión de Hacienda; de Agricultura; presidente de la de Economía; y formó parte de la Especial Mixta de Presupuestos.
También fue miembro de las comisiones permanentes Especial Mixta de Presupuestos; de Hacienda; de Agricultura; y de Ética y Transparencia del Senado. En 2015 mantiene su participación en la Comisión Permanente de Hacienda y Revisora de Cuentas, la que presidió.
El 19 de marzo de 2024 fue elegido como Presidente del Senado.

## Controversias

### Transgénicos y Monsanto
El 29 de julio de 2013, la Comisión de Agricultura del Senado de Chile aprobó la denominada Ley de Obtentores Vegetales, también conocida como la «Ley Monsanto», por tres votos a favor, conformados por los derechistas Juan Antonio Coloma Correa (UDI), Hernán Larraín (UDI) y José García Ruminot (RN) versus dos votos en contra, por parte de la centro izquierda Ximena Rincón y Juan Pablo Letelier (PS).

## Historial electoral

### Elecciones parlamentarias de 1989
- Elecciones Parlamentarias de 1989 a Diputado por el distrito 50 (Temuco)[10]

### Elecciones parlamentarias de 1993
- Elecciones Parlamentarias de 1993 a Diputado por el distrito 50 (Temuco)[11]

### Elecciones parlamentarias de 1997
- Elecciones Parlamentarias de 1997 a Diputado por el distrito 50 (Temuco y Padre Las Casas)[12]

### Elecciones parlamentarias de 2001
- Elecciones parlamentarias de 2001 a Senador por la Circunscripción 15 (Araucanía Sur)[13]

### Elecciones parlamentarias de 2009
- Elecciones Parlamentarias de 2009 a Senador por la Circunscripción 15 (La Araucanía Sur)[14]

### Elecciones parlamentarias de 2017
- Elecciones parlamentarias de 2017, candidato a senador por la Circunscripción 11, Región de la Araucanía (Angol, Carahue, Cholchol, Collipulli, Cunco, Curacautín, Curarrehue, Ercilla, Freire, Galvarino, Gorbea, Lautaro, Loncoche, Lonquimay, Los Sauces, Lumaco, Melipeuco, Nueva Imperial, Padre Las Casas, Perquenco, Pitrufquén, Pucón, Purén, Renaico, Saavedra, Temuco, Teodoro Schmidt, Toltén, Traiguén, Victoria, Vilcún)[15]